# 芝公園出入口
芝公園出入口（しばこうえんでいりぐち）は、東京都港区にある首都高速道路都心環状線のインターチェンジである。内・外回り双方の出口・入口とも設置されているフルインターチェンジである。4か所のランプは離れて設置されており接続する道路も異なる。

## 接続道路
- 東京都道409号日比谷芝浦線（日比谷通り） - 内回り入口
- 東京都道319号環状三号線 - 内回り出口、外回り入口
- 特例区道第1022号線 - 外回り出口

## 周辺
- 芝公園駅
- 赤羽橋駅
- 芝公園
- 増上寺
- 東京都済生会中央病院
- 東京タワー
- 東京プリンスホテル
- ザ・プリンス パークタワー東京
- セレスティンホテル
- 戸板女子短期大学
- 慶應義塾大学三田キャンパス
- チリ大使館・チリ総領事館
- イタリア大使館
- ロシア大使館
- ボツワナ大使館
- オーストラリア大使館

## 隣
首都高速都心環状線
汐留JCT/(18)汐留出入口 - 浜崎橋JCT - (19,20)芝公園出入口 - 一ノ橋JCT - (21)飯倉出入口